# Metriomantis paraensis
Metriomantis paraensis är en bönsyrseart som beskrevs av Giglio-tos 1915. Metriomantis paraensis ingår i släktet Metriomantis och familjen Mantidae. Inga underarter finns listade i Catalogue of Life.